# ランチチャンネル
ランチチャンネルは、テレビ東京の関東ローカルのみで毎週月曜日から金曜日（祝日は放送休止）に放送されていた、海外ドラマやバラエティ番組の放送を行う放送枠である。
ここでは2001年4月から2010年10月1日まで放送された第1期と、2011年4月4日から2018年4月10日まで放送されていた第2期をまとめて述べる。

## 概要

### 第1期
- 2001年4月に放送を開始、当初はバラエティ再放送枠だった。
- 2009年4月から1年間、30分繰り上げて12:00から放送。テレビ東京以外の各局へは12:00から12:30まで裏送りとしてLドラ（テレビ東京は13:00 - 13:30に放映）を送っていた。2010年4月から9月までは12:35枠で放送されていた。また、2010年9月終了時点では海外ドラマ（アメリカ、韓国）枠だった。
- 2010年10月4日からの『7スタBratch!』開始に伴い、2010年10月1日をもって終了した。海外ドラマはTXN全国ネット枠の『グッドチャンネル』で放送されることになった。

### 第2期
- 2011年春の改編でTXN全国ネットだった『グッドチャンネル』を関東ローカルに変更すると同時に、月曜 - 金曜の12:35 - 13:30に移動の上で、2011年4月4日からランチチャンネルの名称が半年ぶりに復活することになった。復活当初の曜日別の放送枠は末期の『グッドチャンネル』を踏襲し、月曜・火曜はアメリカドラマ、水曜・木曜は韓国ドラマ、金曜は『だいすけ君が行く!!ポチたま新ペットの旅』→『ポチたまペットの旅』となっていた。
- 2012年4月の『韓流プレミア』（月 - 金曜 8:25 - 9:21）開始に伴い、2012年4月11日からは韓国ドラマを放送していた水曜・木曜枠も欧米ドラマ枠に変更され[1]、これに伴い曜日別の放送枠も、月曜 - 木曜が欧米ドラマ枠、金曜が『ポチたまペットの旅』→『まさはる君が行く!ポチたまペットの旅』となった。
- 2013年11月から金曜に『金曜8時のドラマ』の再放送も開始したため、金曜は『金曜8時のドラマ』の再放送と『まさはる君が行く!ポチたまペットの旅』を交互に放送する形態に変更された。
- 2015年4月3日からは金曜も欧米ドラマ枠に変更されたと同時に、本枠は完全に欧米ドラマの放送枠となった[2]。これに伴い『金曜8時のドラマ』の再放送と『まさはる君が行く!ポチたまペットの旅』のテレビ東京における放送は終了した。
- 2018年4月10日をもって終了。翌4月11日からは『海外ドラマセレクション』へ改題されたが、2015年4月以降の本枠同様、欧米ドラマが放送される[3]。

## 放送時間・放送枠の変遷（第2期）
放送時間はいずれも55分枠。
| 期間      | 期間      | 放送時間           |
| --------- | --------- | ------------------ |
| 2011.4.4  | 2011.9.30 | 平日 12:35 - 13:30 |
| 2011.10.3 | 2014.9.28 | 平日 12:30 - 13:25 |
| 2014.10.1 | 2016.4.1  | 平日 12:35 - 13:30 |
| 2016.4.4  | 2017.3.31 | 平日 12:55 - 13:50 |
| 2017.4.3  | 2018.4.10 | 平日 12:40 - 13:35 |

| 期間       | 期間       | 月曜           | 火曜           | 水曜       | 木曜       | 金曜                                                                                            |
| ---------- | ---------- | -------------- | -------------- | ---------- | ---------- | ----------------------------------------------------------------------------------------------- |
| 2011.4.4   | 2012.4.5   | アメリカドラマ | アメリカドラマ | 韓国ドラマ | 韓国ドラマ | だいすけ君が行く!!ポチたま新ペットの旅 →ポチたまペットの旅 →まさはる君が行く!ポチたまペットの旅 |
| 2012.4.6   | 2013.11.14 | 欧米ドラマ     | 欧米ドラマ     | 欧米ドラマ | 欧米ドラマ | だいすけ君が行く!!ポチたま新ペットの旅 →ポチたまペットの旅 →まさはる君が行く!ポチたまペットの旅 |
| 2013.11.15 | 2015.4.2   | 欧米ドラマ     | 欧米ドラマ     | 欧米ドラマ | 欧米ドラマ | 金曜8時のドラマ（再放送） まさはる君が行く!ポチたまペットの旅 （交互放送）                      |
| 2015.4.3   | 2018.4.10  | 欧米ドラマ     | 欧米ドラマ     | 欧米ドラマ | 欧米ドラマ | 欧米ドラマ                                                                                      |

## 放送されていた主な番組

### 第1期
- 韓国ドラマ
  - ごめん、愛してる（2006年5月17日 - 6月14日）[5]
  - ウェディング（2006年6月15日 - 7月18日）[6][7]
  - ベートーベン・ウィルス（2009年4月6日 - 6月9日）
  - イルジメ〜一枝梅（2009年6月15日 - 8月24日）　　　　　　　　
  - スターの恋人（2009年8月25日 - 11月16日）
  - シンデレラマン（2009年11月17日 - 2010年1月25日）
  - カインとアベル（2010年1月26日 - 4月6日）
  - 朱蒙（2010年4月15日 - 10月1日）
    - 2010年10月10日から日曜 11:55 - 12:49（第1日曜は休止）へ移動。
- アメリカドラマ
  - CSI:2 科学捜査班（2005年1月5日 - ）
  - CSI:マイアミ1（2006年2月13日 - 2006年3月27日）
  - CSI:マイアミ2（2006年3月28日 - 2006年5月16日）
  - CSI:3 科学捜査班（2006年10月23日 - 2006年12月12日）
  - CSI:4 科学捜査班（2006年12月13日 - 2007年2月14日）
  - CSI:5 科学捜査班（2007年6月12日 - 2007年8月8日）
  - CSI:マイアミ3（2007年10月9日 - 2007年12月3日）
  - CSI:マイアミ4（2007年12月4日 - 2008年2月6日）
  - CSI:ニューヨーク2（2008年2月12日 - 2008年4月7日）
  - リ・ジェネシス2（2008年5月15日 - 2008年6月26日）
  - CSI:ニューヨーク1（2008年10月15日 - 2009年1月7日）
  - CSI:6 科学捜査班（2009年4月1日 - 9月16日）
  - CSI:7 科学捜査班（2009年9月30日 - 2010年3月24日）
  - CSI:8 科学捜査班（2010年4月7日 - 7月28日）
  - 刑事ナッシュ・ブリッジス シーズン1（再放送、2010年8月4日 - 9月22日）

### 第2期

#### 月曜 - 火曜

##### アメリカドラマ
| タイトル                                                       | 放送期間                       | 備考                                                   |
| -------------------------------------------------------------- | ------------------------------ | ------------------------------------------------------ |
| 刑事ナッシュ・ブリッジス シーズン2 （再放送・第15話 - 第23話） | 2011年4月4日 - 5月2日          | 第1話 - 第14話は『グッドチャンネル』月曜・火曜枠で放送 |
| CSI:マイアミ6                                                  | 2011年5月9日 - 7月19日         |                                                        |
| CSI:マイアミ7                                                  | 2011年7月25日 - 10月25日       |                                                        |
| CSI:ニューヨーク4                                              | 2011年10月31日 - 2012年1月17日 |                                                        |
| CSI:マイアミ8                                                  | 2012年1月23日 - 4月10日        | 第7話は未放送                                          |

#### 水曜 - 木曜

##### 韓国ドラマ
| タイトル                    | 放送期間                      | 備考 |
| --------------------------- | ----------------------------- | ---- |
| ロードナンバーワン          | 2011年4月6日 - 6月16日        |      |
| 推奴                        | 2011年6月22日 - 9月8日        |      |
| トキメキ☆成均館スキャンダル | 2011年9月14日 - 11月24日      |      |
| アテナ:戦争の女神           | 2011年11月30日 - 2012年2月9日 |      |
| ミス・リプリー              | 2012年2月15日 - 4月5日        |      |

#### 月曜 - 木曜

##### アメリカドラマ
| タイトル                                                               | 放送期間                  | 備考 |
| ---------------------------------------------------------------------- | ------------------------- | --- |
| CSI:9 科学捜査班                                                       | 2012年4月11日 - 5月24日   | |
| CSI:ニューヨーク5                                                      | 2012年5月28日 - 7月5日    | |
| ロイヤルペインズ 〜救命医ハンク〜 シーズン1・2                         | 2012年7月9日 - 8月30日    | 7月9日 - 7月31日はシーズン1を放送 8月1日 - 8月30日はシーズン2を放送                                          |
| CSI:10 科学捜査班                                                      | 2012年9月3日 - 10月11日   | 第7話は未放送                                                                                                |
| コバート・アフェア シーズン1                                           | 2012年10月15日 - 11月1日  | |
| CSI:ニューヨーク6                                                      | 2012年11月5日 - 12月11日  | 第7話は未放送                                                                                                |
| CSI:マイアミ9                                                          | 2013年1月7日 - 2月14日    | |
| NCIS:LA 〜極秘潜入捜査班 シーズン1                                     | 2013年2月18日 - 4月1日    | |
| CSI:ニューヨーク7                                                      | 2013年4月8日 - 5月15日    | |
| LAW & ORDER:LA                                                         | 2013年5月16日 - 6月24日   | |
| CSI:11 科学捜査班                                                      | 2013年6月25日 - 8月1日    | |
| クローザー/THE CLOSER シーズン1・2                                     | 2013年8月5日 - 9月24日    | 8月5日 - 8月26日はシーズン1を放送 8月27日 - 9月24日はシーズン2を放送                                         |
| NCIS:LA 〜極秘潜入捜査班 シーズン2                                     | 2013年9月25日 - 11月14日  | [ 8 ] |
| NCIS 〜ネイビー犯罪捜査班 シーズン2                                    | 2013年11月18日 - 12月26日 | |
| CSI:マイアミ・ザ・ファイナル                                           | 2014年1月6日 - 2月6日     | 『CSI:マイアミ10』のテレビ東京における放送タイトル                                                           |
| NCIS:LA 〜極秘潜入捜査班 シーズン3                                     | 2014年2月10日 - 3月20日   | 第21話は未放送                                                                                               |
| LAW＆ORDER/ロー・アンド・オーダー ニューシリーズ3・4（シーズン17、18） | 2014年3月24日 - 6月5日    | 3月24日 - 5月1日はシーズン17を放送 5月7日 - 6月5日はシーズン18を放送                                         |
| CSI:ニューヨーク シーズン8                                             | 2014年6月9日 - 7月8日     | |
| CSI:12 科学捜査班                                                      | 2014年7月9日 - 8月18日    | |
| NCIS 〜ネイビー犯罪捜査班 シーズン3                                    | 2014年8月19日 - 10月1日   | |
| WHITE COLLAR 天才詐欺師は捜査官 シーズン1〜3                           | 2014年10月2日 - 12月26日  | 10月2日 - 10月28日はシーズン1を放送 10月29日 - 11月27日はシーズン2を放送 12月1日 - 12月26日はシーズン3を放送 |
| S・セガール劇場                                                        | 2015年1月5日 - 2月19日    | 『TRUE JUSTICE』シリーズのテレビ東京における放送タイトル                                                     |
| NCIS 〜ネイビー犯罪捜査班 シーズン4                                    | 2015年2月23日 - 4月2日    | |

##### イギリスドラマ
| タイトル                         | 放送期間                  | 備考 |
| -------------------------------- | ------------------------- | ---- |
| 華麗なるペテン師たち 第1シリーズ | 2012年12月12日 - 12月20日 |      |

#### 金曜

##### ポチたまペットの旅シリーズ
- BSジャパン・テレビ東京の共同制作。

| タイトル                               | 放送期間 | 備考                                                       |
| -------------------------------------- | --- | ---------------------------------------------------------- |
| だいすけ君が行く!!ポチたま新ペットの旅 | 2011年4月8日 - 2012年3月9日 | 2010年4月15日 - 2011年4月1日は『グッドチャンネル』枠で放送 |
| ポチたまペットの旅                     | 2012年3月16日 - 6月15日 |                                                            |
| まさはる君が行く!ポチたまペットの旅    | 2012年6月22日 - 2013年11月8日 2013年12月27日 - 2014年1月24日 2014年3月28日 - 4月18日 2014年6月27日 - 7月19日 2014年9月26日 - 10月24日 2014年12月19日 2015年1月9日 - 1月23日 2015年3月27日 | [ 10 ]                                                     |

##### 『金曜8時のドラマ』再放送
| タイトル                                   | 放送期間                  | 備考 |
| ------------------------------------------ | ------------------------- | ---- |
| 刑事吉永誠一 涙の事件簿                    | 2013年11月15日 - 12月20日 |      |
| 三匹のおっさん〜正義の味方、見参!!〜       | 2014年1月31日 - 3月14日   |      |
| マルホの女〜保険犯罪調査員〜               | 2014年4月25日 - 6月20日   |      |
| ラスト・ドクター〜監察医アキタの検死報告〜 | 2014年7月25日 - 9月19日   |      |
| 新・刑事吉永誠一                           | 2014年10月31日 - 12月12日 |      |
| 保育探偵25時〜花咲慎一郎は眠れない!!〜     | 2015年1月30日 - 3月20日   |      |

#### 月曜 - 金曜

##### アメリカドラマ
| タイトル                                                       | 放送期間                       | 備考 |
| -------------------------------------------------------------- | ------------------------------ | --- |
| CSI:ニューヨーク ザ・ファイナル                                | 2015年4月3日 - 4月24日         | 『CSI:ニューヨーク9』のテレビ東京における放送タイトル |
| NCIS:LA 〜極秘潜入捜査班 GW特別企画                            | 2015年4月27日・4月28日         | 4月27日にHawaii Five-0 シーズン2・第21話を放送 4月28日にNCIS:LA 〜極秘潜入捜査班 シーズン3・第21話を放送                                                  |
| CSI:トリロジー                                                 | 2015年4月30日 - 5月7日         | 4月30日にCSI:マイアミ8・第7話を放送 5月1日にCSI:ニューヨーク6・第7話を放送 5月7日にCSI:10 科学捜査班・第7話を放送                                         |
| WHITE COLLAR 天才詐欺師は捜査官 シーズン4                      | 2015年5月8日 - 5月29日         | |
| キャッスル/ミステリー作家のNY事件簿 シーズン1・2               | 2015年6月1日 - 7月16日         | 6月1日 - 6月12日はシーズン1を放送 6月15日 - 7月16日はシーズン2を放送                                                                                      |
| エレメンタリー ホームズ&ワトソン in NY シーズン1               | 2015年7月17日 - 8月25日        | [ 11 ] |
| CSI：13 科学捜査班                                             | 2015年8月26日 - 9月28日        | |
| Hawaii Five-0 シーズン1・2                                     | 2015年9月29日 - 12月4日        | 9月29日 - 11月2日はシーズン1を放送 11月4日 - 12月4日はシーズン2（第21話を除く）を放送                                                                     |
| M・バレー劇場 ヒューマン・ターゲット シーズン1・2              | 2016年1月4日 - 2月8日          | 1月4日から1月20日まではシーズン1を放送 1月21日から2月8日まではシーズン2を放送                                                                             |
| Hawaii Five-0 シーズン3                                        | 2016年2月9日 - 3月14日         | |
| CSI:14 科学捜査班                                              | 2016年3月15日 - 4月14日        | |
| キャッスル/ミステリー作家のNY事件簿 シーズン3・4               | 2016年4月15日 - 6月24日        | 4月15日 - 5月24日まではシーズン3を放送 5月25日 - 6月24日まではシーズン4を放送                                                                             |
| NUMBERS/ナンバーズ 天才数学者の事件ファイル シーズン1・2       | 2016年6月27日 - 8月18日        | 6月27日から7月13日まではシーズン1を放送 7月14日から8月18日まではシーズン2を放送                                                                           |
| ER緊急救命室 シーズン1                                         | 2016年8月19日 - 9月27日        | |
| Hawaii Five-0シーズン4・5                                      | 2016年9月28日 - 12月6日        | 9月28日から10月28日まではシーズン4を放送 10月31日から12月6日まではシーズン5を放送                                                                         |
| THE BLACKLIST/ブラックリストシーズン1・2                       | 2016年12月7日 - 2017年2月17日  | 2016年12月7日から2017年1月18日まではシーズン1を放送 2017年1月19日から2月17日まではシーズン2を放送                                                         |
| CSI:15 科学捜査班 ザ・ファイナル&最終章 終わらない街ラスベガス | 2017年2月23日 - 3月23日        | 2月23日から3月21日まではファイナルシーズンであるシーズン15を放送 3月22日・3月23日は最終回の特別編「CSI: 科学捜査班-最終章- 終わらない街ラスベガス」を放送 |
| NUMBERS/ナンバーズ 天才数学者の事件ファイル シーズン3          | 2017年3月24日 - 4月26日        | [ 13 ] |
| NCIS 〜ネイビー犯罪捜査班 シーズン5                            | 2017年4月27日 - 5月26日        | [ 14 ] |
| Hawaii Five-0 シーズン6                                        | 2017年5月29日 - 6月30日        | [ 15 ] |
| NCIS 〜ネイビー犯罪捜査班 シーズン6                            | 2017年7月6日 - 8月10日         | [ 16 ] |
| NUMBERS/ナンバーズ 天才数学者の事件ファイル シーズン4          | 2017年8月14日 - 9月6日         | |
| WHITE COLLAR 天才詐欺師は捜査官 シーズン5・6                   | 2017年9月7日 - 10月5日         | 9月7日から9月26日まではシーズン5を放送 9月28日から10月5日まではシーズン6を放送                                                                            |
| キャッスル/ミステリー作家のNY事件簿 シーズン5                  | 2017年10月6日 - 11月10日       | |
| NCIS: ニューオーリンズ シーズン1                               | 2017年11月13日 - 12月14日      | [ 17 ] |
| エレメンタリー ホームズ&ワトソン in NY シーズン2               | 2017年12月15日 - 2018年1月29日 | |
| Hawaii Five-0 シーズン7                                        | 2018年1月30日 - 3月6日         | |
| NCIS:LA 〜極秘潜入捜査班 シーズン4                             | 2018年3月7日 - 4月10日         | [ 18 ] |

##### フランス・アメリカ・カナダ合作ドラマ
| タイトル                                | 放送期間                 | 備考 |
| --------------------------------------- | ------------------------ | ---- |
| トランスポーター ザ・シリーズ シーズン1 | 2015年12月7日 - 12月22日 |      |

## 備考
- 2015年4月以降の本枠は、2011年3月に終了した『グッドチャンネル』（TXN全国ネット）から引き続き海外ドラマ枠となっているが、主音声は日本語、副音声は制作国の言語の2か国語放送で、地上デジタル放送では主音声・副音声ともステレオのデュアルステレオ放送となっている。
- 『だいすけ君が行く!!ポチたま新ペットの旅』〜『まさはる君が行く!ポチたまペットの旅』に関しては、地上波では字幕放送を実施していた。『まさはる君が行く!ポチたまペットの旅』に関しては、『金曜8時のドラマ』作品の再放送を放送する場合があったため、2013年11月から2015年3月の終了までは不定期放送状態となっていた。
- 『金曜8時のドラマ』作品の再放送に関しては、本枠では通常の1時間枠を放送し、2時間スペシャルの場合は本枠の次枠である『傑作ミステリー』で放送していた。
- 年末年始や改編期には、次作品開始までのつなぎ番組として、バラエティ番組の再放送や『午後のロードショー』の拡大放送を実施する場合があった。